# Mistress America
Mistress America és una pel·lícula de comèdia estatunidenca del 2015 dirigida per Noah Baumbach. Va ser escrit per Baumbach i Greta Gerwig, i és protagonitzat per Gerwig i Lola Kirke. La pel·lícula es va estrenar el 14 d'agost de 2015 per Fox Searchlight Pictures.

## Trama
La estudiant de primer any Tracy Fishko té problemes per adaptar-se a la vida universitària al Barnard. Finalment coneix i fa amistat amb un company d'estudis, Tony, i fins i tot s'enamora d'ell, però quan comença a sortir amb una altra noia anomenada Nicolette, torna a sentir-se sola. Per consell de la seva mare, es posa en contacte amb la seva futura germanastra Brooke, que també viu a Nova York.
Tracy és immediatament introduïda per Brooke i el seu estil de vida. Després de passar una nit de gresca amb ella, pensa una història curta i la presenta a la prestigiosa revista literària de la seva universitat. Tracy continua passant temps amb Brooke, que revela els seus plans per un petit i eclèctic restaurant anomenat Mom's després de la seva mare morta; el restaurant està finançat per la seva parella. En tornar a casa una nit, però, Brooke es troba tancada al seu apartament i descobreix que el seu xicot li ha retirat el suport econòmic. Assetjada per les factures massives del restaurant, Brooke visita un psíquic amb Tracy. Tracy interpreta les paraules de la psíquica en el sentit que Brooke hauria de demanar els diners a la seva antiga amiga Mamie-Claire, amb qui va tenir una baralla després que Mamie-Claire li va robar la idea d'un negoci i es va casar amb el seu antic promès.
Tracy fa que Tony la condueixi a ella i a la Brooke a casa de la Mamie-Claire a Connecticut, amb Nicolette que s'uneix a ells per assegurar-se que Tony i Tracy no tinguin una aventura. A casa de la Mamie-Claire, Brooke i els altres xoquen amb la festa del llibre de la Mamie-Claire, i Brooke ofereix el seu restaurant a Mamie-Claire, amb l'esperança que invertirà. Mamie-Claire, que confia a Tracy que sí que va robar la idea de la samarreta de Brooke per fer-se rica, insisteix que haurà de parlar amb el seu marit, Dylan. Mentre espera l'arribada de Dylan, Brooke rep una trucada del seu pare, que li informa que el seu casament amb la mare de Tracy ha estat cancel·lat. Quan Dylan torna a casa, en comptes d'acomiadar a Brooke, li demana que li presenti el restaurant. Brooke dubta, però Tracy, encara entusiasmada pel projecte, l'ajuda a presentar-lo. Dylan li diu a Brooke que li donarà els diners però insisteix que, en lloc d'invertir-hi, li donarà per cobrir el deute que tindrà per dissoldre el negoci. En veure que la Tracy està molesta per això, i també per l'efecte tòxic que l'oferta està tenint immediatament en la relació de Dylan i Mamie-Claire, Brooke finalment rebutja els diners. Mentrestant, Nicolette, que va veure que Tracy besava a Tony, s'enfronta a Tracy sobre la seva història curta. Tot el grup la llegeix i la Brooke s'ofensa per la manera brutal en què la va caracteritzar Tracy. Ella li informa que ja no estan a punt de convertir-se en germanes, ja que els seus pares ja no volen casar-se, i li diu a Tracy que la demandarà. Enfadada, Tracy, asseguda fora de casa, rep un cop al bong que Tony havia fet anteriorment a partir d'una poma amb la seva inicial estampada, fumant herba que presumiblement havia robat del congelador de Dylan.
La història de la Tracy és acceptada per la prestigiosa societat literària de la universitat, i durant un temps s'incorpora al grup. Com que no hi encaixar, decideix crear el seu propi club literari, convidant tant a Tony com a Nicolette a sol·licitar ser membre.
Trobant-se sola el Dia d'Acció de Gràcies, Tracy va a l'antic apartament de Brooke i la troba empaquetant les seves coses, a punt de traslladar-se a Los Angeles. S'assabenta que Brooke va poder cobrir els seus deutes, ja que Mamie-Claire li va donar el que hauria estat la seva part de diners del negoci de les samarretes. La Brooke també li diu que ha aprovat el SAT i que ha estat acceptada a la universitat i que està considerant anar-hi. La Tracy convida a la Brooke a sopar amb ella d'Acció de Gràcies. Les dues mengen en un restaurant, mentre la pel·lícula conclou amb Tracy, com a narradora, reflexionant: "Ser un far d'esperança per a la gent menor és un negoci solitari".

## Repartiment
- Greta Gerwig com Brooke Cardinas
- Lola Kirke com a Tracy Fishko
- Heather Lind com a Mamie-Claire
- Cindy Cheung com a Karen
- Jasmine Cephas Jones com a Nicolette
- Matthew Shear com a Tony
- Kathryn Erbe com a Stevie Fishko
- Michael Chernus com a Dylan
- Rebecca Henderson com a Anna
- Rebecca Naomi Jones com a presentadora de ls grdys
- Mickey Sumner com a Falsa Brooke

## Música
La banda sonora va ser composta per Dean Wareham i Britta Phillips, que prèviament havien col·laborat amb Baumbach a The Squid and the Whale. L'àlbum de la banda sonora va ser llançat el 14 d'agost de 2015 per Milan Records.

## Estrena
El 9 de gener de 2015, Fox Searchlight Pictures va adquirir els drets de distribució mundial de la pel·lícula. Mistress America va estrenar el 24 de gener de 2015 al Festival de Cinema de Sundance de 2015, i va ser estrenada als Estats Units el 15 d'agost de 2015. La pel·lícula es va estrenar en DVD i Blu-ray als Estats Units l'1 de desembre de 2015.

## Recepció
La pel·lícula va rebre crítiques positives de la crítica. El lloc web de l'agregador de ressenyes Rotten Tomatoes informa que el 81% dels 180 crítics van donar a la pel·lícula una crítica positiva, amb una valoració mitjana de 7,35/10. El consens crític del lloc diu: "Mistress America treu el millor dels col·laboradors Noah Baumbach i Greta Gerwig, destil·lant l'encant de la seva estrella i l'enginy fosc del director en una història co-escrita feroçment divertida." A Metacritic, té una puntuació de 75 sobre 100 basada en 42 crítiques, que indica "crítiques generalment favorables". La ressenya de Variety de Sundance deia "Greta Gerwig brilla en un paper fet a mida en ella i l'animat seguiment de Noah Baumbach a Frances Ha."
La secció central de la comèdia screwball ambientada a la mansió de Connecticut va dividir els crítics. Tot i que va admetre que el final de la pel·lícula "resol les coses amb una nota bàsicament satisfactòria i quasi commovedora", Todd McCarthy a The Hollywood Reporter va afirmar que la "inconsistència de l'enfocament en general, combinada amb el rendiment de voltatge màxim de Gerwig, és desconcertant, fins i tot desagradable". Amy Nicholson, escrivint per LA Weekly, va elogiar el repartiment de la secció, i en particular l'actuació de Heather Lind, però va trobar que la seqüència "maldestra"" atura el fred de la pel·lícula". D'altra banda, Peter Bradshaw, escrivint a The Guardian, va elogiar l'"escandalosament farsa a i divertida seqüència estesa". Per Nigel Andrews al Financial Times, la seqüència "neo-screwball" va exemplificar els temes de la pel·lícula d'amor, art i traïció; va anomenar la pel·lícula "divertida, enginyosa, alegre, entremaliada i casualment profunda."